# Colorado State Highway 13
Der Colorado State Highway 13 (kurz CO 13) ist ein in Nord-Süd-Richtung verlaufender Highway im US-Bundesstaat Colorado.
Der State Highway beginnt an der Interstate 70 in Rifle und endet südlich von Baggs an der Wyoming State Route 789. In Rifle wird er vom U.S. Highway 6 gekreuzt und trifft auf die Colorado State Route 325. Westlich der Stadt Meeker zweigt der Colorado State Highway 64 ab. In der Ortschaft Hamilton beginnt der Colorado State Highway 317. Den letzten großen Highway, auf den der CO 13 trifft, ist der U.S. Highway 40 in Craig.